# Dario Sammartino
Giuseppe Dario Sammartino (* 5. April 1987 in Neapel) ist ein professioneller italienischer Pokerspieler.
Sammartino hat sich mit Poker bei Live-Turnieren mehr als 16 Millionen US-Dollar erspielt und ist damit der erfolgreichste italienische Pokerspieler. Bei der World Series of Poker erreichte er 2017 beim High Roller for One Drop sowie 2019 im Main Event den Finaltisch.

## Pokerkarriere

### Werdegang
Sammartino spielt auf der Onlinepoker-Plattform PokerStars unter dem Nickname Secret_M0d3.
Seine erste Geldplatzierung bei einem Live-Turnier erzielte Sammartino Ende November 2008 in Scharm asch-Schaich. Im Juli 2011 war der Italiener erstmals bei der World Series of Poker (WSOP) im Rio All-Suite Hotel and Casino am Las Vegas Strip erfolgreich und kam bei einem Turnier der Variante No Limit Hold’em ins Geld. Beim Main Event der im Oktober 2011 in Cannes ausgetragenen World Series of Poker Europe belegte er den 17. Platz für 37.000 Euro Preisgeld. Ende Oktober 2013 wurde Sammartino beim Main Event der Italian Poker Tour in Sanremo Zweiter für 95.000 Euro. Bei der WSOP 2014 erreichte er den Finaltisch bei der Six Handed Championship und erhielt für seinen sechsten Platz knapp 100.000 US-Dollar. Anfang Mai 2015 erreichte der Italiener bei der European Poker Tour in Monte-Carlo sowohl beim Super-High-Roller-Event als auch beim High Roller den Finaltisch und cashte ebenso im Main Event für Preisgelder von über einer Million Euro. Im Januar 2016 wurde er beim High Roller des PokerStars Caribbean Adventures auf den Bahamas Dritter für knapp 550.000 US-Dollar. Von April bis November 2016 spielte er als Teil der Rome Emperors in der Global Poker League, verpasste mit seinem Team jedoch die Playoffs. Bei der WSOP 2017 erreichte Sammartino beim mit 111.111 US-Dollar Buy-in teuersten Event auf dem Turnierplan, dem High Roller for One Drop, den Finaltisch und beendete das Event hinter Doug Polk und Bertrand Grospellier auf dem dritten Platz für ein Preisgeld von über 1,5 Millionen US-Dollar. Im Juli 2019 erreichte der Italiener beim Main Event der WSOP 2019 den Finaltisch, der vom 14. bis 16. Juli 2019 gespielt wurde. Er startete mit den sechstmeisten Chips und spielte sich bis ins Heads-Up, in dem er dem Deutsch-Iraner Hossein Ensan unterlag. Sammartino erhielt ein Preisgeld von 6 Millionen US-Dollar, das ihn an Mustapha Kanit vorbei auf Platz eins der erfolgreichsten italienischen Pokerspieler springen ließ. Ein von Drew Amato am Finaltisch geschossenes Foto von Sammartino wurde später als Pokerfoto des Jahres 2019 mit einem Global Poker Award ausgezeichnet. Ende Oktober 2019 erreichte der Italiener beim Main Event der World Series of Poker Europe im King’s Resort in Rozvadov ebenfalls den Finaltisch und belegte den mit über 340.000 Euro dotierten vierten Platz. Bei der WSOP 2022, die erstmals im Bally’s Las Vegas und Paris Las Vegas ausgespielt wurde, belegte er beim erstmals ausgetragenen High Roller Bounty den mit rund 500.000 US-Dollar dotierten dritten Platz und erreichte wenige Tage später das Halbfinale der Heads-Up Championship, in dem er dem späteren Sieger Dan Smith unterlag und dafür knapp 200.000 US-Dollar erhielt.

### Preisgeldübersicht
Mit erspielten Preisgeldern von über 16 Millionen US-Dollar ist Sammartino der erfolgreichste italienische Pokerspieler.
| Jahr   | Preisgeld (in $) | Turniersiege |
| ------ | ---------------- | ------------ |
| 2008   | 4.781            | 0            |
| 2009   | 45.547           | 0            |
| 2010   | 75.051           | 0            |
| 2011   | 100.076          | 0            |
| 2012   | 38.195           | 0            |
| 2013   | 478.658          | 2            |
| 2014   | 509.222          | 0            |
| 2015   | 1.452.445        | 0            |
| 2016   | 1.078.496        | 0            |
| 2017   | 3.301.146        | 1            |
| 2018   | 528.860          | 0            |
| 2019   | 6.961.368        | 1            |
| 2020   | 0                | 0            |
| 2021   | 116.963          | 0            |
| 2022   | 1.142.741        | 0            |
| 2023   | 474.020          | 0            |
| 2024   | 0                | 0            |
| gesamt | 16.307.569       | 4            |